# Цикажев-Полудньови
Цикажев-Полудньови (пол. Cykarzew Południowy) — село в Польщі, у гміні Миканув Ченстоховського повіту Сілезького воєводства.
У 1975-1998 роках село належало до Ченстоховського воєводства.